# Liste deutscher Adelsgeschlechter/E
| Name                                     | Zeitraum                       | Anmerkungen | Wappen |
| ---------------------------------------- | ------------------------------ | --- | ------ |
| Ebeleben                                 | 1198–1651                      | erloschenes thüringisch-sächsisches Adelsgeschlecht |        |
| Eberhardinger                            | 889 bis 12. Jh.                | schwäbisches Grafengeschlecht des Früh- und Hochmittelalters | –      |
| Eberl                                    | seit 1547                      | österreichisches Adelsgeschlecht |        |
| Ebersberg (Bayern)                       | 906–1045                       | auch Grafen von Sempt-Ebersberg aus dem Geschlecht der bayerischen Sieghardinger |        |
| Ebersberg (Thüringen)                    | 1240–1562                      | erloschenes Thüringer Adelsgeschlecht |        |
| Ebersberg genannt von Weyhers            | 11. bis Mitte 18. Jh.          | fränkisches Adelsgeschlecht |        |
| Eberschlager                             | 1651–1844                      | erloschenes tirolisches Briefadelsgeschlecht; 1651 Adelsstand |        |
| Eberschwein                              | bis Mitte 18. Jh.              | westfälisches Adelsgeschlecht |        |
| Eberstein (Schwaben)                     | 1085–1660                      | schwäbisches Grafengeschlecht |        |
| Eberstein (Franken)                      | seit 1239                      | altes, fränkisches (buchonisches) Adelsgeschlecht; 1881 preußische Anerkennung des Freiherrenstandes |        |
| Eberstein-Naugard                        | 13.–17. Jahrhundert            | pommersches Grafengeschlecht |        |
| Eberz                                    | seit 1543                      | Patriziergeschlecht aus Isny im Allgäu |        |
| Ebinger von der Burg                     | 793–1808                       | schwäbischer Uradel |        |
| Ebner von Eschenbach                     | seit 1251                      | eine der ältesten Patrizierfamilien der Freien Reichsstadt Nürnberg; 1813 als Edle in den bayerischen Adel immatrikuliert; 1825 Freiherrenstand |        |
| Ebra                                     | bis 1818                       | Thüringer Adelsgeschlecht |        |
| Ebron von Wildenberg                     | ?                              | niederbayerisches Adelsgeschlecht |        |
| Echten                                   | bis 1854                       | niederländisch-westfälisches Adelsgeschlecht |        |
| Echter                                   | 12. Jahrhundert bis 1665       | ministeriales Adelsgeschlecht in Diensten der Mainzer Erzbischöfe |        |
| Eck von Kelheim                          | ?                              | bayerisches Adelsgeschlecht |        |
| Ecker                                    | seit 1103                      | bayerisches Adelsgeschlecht; Ministeriale der Grafen von Bogen |        |
| Eckersberg                               | 1185 bis 19. Jahrhundert (?)   | thüringisch-fränkisches Rittergeschlecht; später auch in Schlesien |        |
| Eckersten                                | bis 1543                       | niedersächsisch-westfälisches Adelsgeschlecht |        |
| Eckher von Kapfing                       | 1412–1820                      | erloschenes bayerisches Adelsgeschlecht |        |
| Eddingerode                              | 1318–1570 (?)                  | erloschenes niedersächsisches Freiherrengeschlecht |        |
| Edelbeck                                 | bis 1730                       | altes, niederbayerisches Adelsgeschlecht |        |
| Edelkirchen                              | bis ca. 1800                   | westfälisches Adelsgeschlecht |        |
| Edelsheim                                | seit 1673                      | hanauisch-hessisches Adelsgeschlecht |        |
| Edling                                   | bis 1870                       | erloschenes, aus Schwaben stammendes österreichisch-slowenisches Adelsgeschlecht; 1501 Bestätigung des alten Adels; 17. Jh. erbländischer Freiherrenstand; 1697 Reichsgrafenstand |        |
| Eerde                                    | ?                              | niederländisch-rheinländisches Adelsgeschlecht |        |
| Egen zu Thurnstein                       | ab 1514                        | Tiroler Adelsgeschlecht |        |
| Egerdon                                  | 13.–14. Jahrhundert            | alemannisches Adelsgeschlecht |        |
| Eggenberg                                | 1448–1717                      | österreichische Patrizierfamilie aus der Steiermark; 1598 Freiherrenstand, 1623 Reichsfürst, 1628 Herzog |        |
| Egidy                                    | seit 1687                      | sächsisches Adelsgeschlecht seit 1687 (Reichsadelsdiplom und Wappenbesserung) |        |
| Egloffstein                              | seit 1187                      | fränkisches Uradelsgeschlecht; Freiherren; 1786 preußischer Grafenstand |        |
| Eglofsheim                               | bis ca. 1370                   | erloschenes bayerisches Adelsgeschlecht |        |
| Egmond van IJsselstein                   | ab 15. Jh.                     | niederländisch-preußisches Adelsgeschlecht; Bastardlinie derer von Egmond |        |
| Ehem                                     | 1576–1657                      | Augsburger Patriziergeschlecht; 1576 Adelsstand |        |
| Ehenheim                                 | 1230–1645                      | fränkisch-schwäbisches Adelsgeschlecht |        |
| Ehingen                                  | bis 1608                       | erloschenes schwäbisches Adelsgeschlecht |        |
| Ehrenberg                                | 12. Jahrhundert bis 1647       | fränkisch-schwäbisches Adelsgeschlecht |        |
| Ehrenberg (Untermosel)                   | 12. Jahrhundert bis 1396       | westdeutsches Adelsgeschlecht (Mittelrhein/Untermosel) |        |
| Ehrenfels                                | seit 1256                      | Ministerialengeschlecht des Hochstiftes Regensburg |        |
| Ehrenkrook                               | seit 1682                      | aus Schweden stammendes, deutsches Adelsgeschlecht; 1682 nobilitiert und bei der Adelsklasse der schwedischen Ritterschaft introduziert; 1771 schwedischer Freiherrenstand; schwedische Linie 1781 †                                                                                               |        |
| Eibiswald                                | seit 1527                      | altes steirisches Freiherrengeschlecht mit gleichnamigen Stammsitz Schloss Eibiswald in der Marktgemeinde Eibiswald in der Steiermark in Österreich |        |
| Eichborn                                 | seit dem 17. Jh.               | preußisches Adelsgeschlecht; 1840 preußischer Adelsstand |        |
| Eichendorff                              | seit 1237                      | Uradelsgeschlecht aus dem Erzbistum Magdeburg; 1679 böhmischer alter Freiherrenstand |        |
| Eichmann                                 | seit 1701 seit 1860            | aus Hinterpommern stammendes, deutsches Briefadelsgeschlecht (1701 preuß. Adelstand) aus Berlin stammendes, deutsches Briefadelsgeschlecht (1860 preuß. Adelstand) |        |
| Eichstedt                                | seit 1163 und seit 1786        | zwei Geschlechter: 1. altmärkisches Uradelsgeschlecht, 2. Briefadelsgeschlecht |        |
| Eichstetten                              | 12. Jahrhundert                | Edelfreie im Breisgau | –      |
| Eichthal                                 | 1814 bis ?                     | jüdische briefadlige Familie; 1814 als Freiherr von Eichthal bayerischer Adelsstand; im Mannesstamm erloschen |        |
| Eicke (und Polwitz)                      | seit 1343                      | schlesisches Uradelsgeschlecht |        |
| Eickel                                   | 1225 bis 18. Jh.               | westfälisches Adelsgeschlecht |        |
| Eickelborn                               | 1253–1486                      | westfälisches Adelsgeschlecht |        |
| Eickstedt                                | seit (1129) 1296               | altes, pommersches Adelsgeschlecht; 1753 und 1840 preußischer Grafenstand Eickstedt-Peterswaldt († 1977); 1883, 1884, 1885 und 1887 preußischer Freiherrenstand |        |
| Eifeler                                  | 1270–1478                      | niedersächsisches Adelsgeschlecht |        |
| Einem                                    | seit 1284                      | aus Einbeck in Niedersachsen stammendes, deutsches Adelsgeschlecht |        |
| Einsiedel                                | seit 1299                      | altes, meißnerisches Adelsgeschlecht |        |
| Eisenberger                              | vor 1409–1607                  | Beamtengeschlecht (Amt Ortenberg), 1563 in den erblichen Ritterstand erhoben, 1607 ausgestorben |        |
| Eisenburg                                | 1208–1475                      | altes Herrengeschlecht aus Oberschwaben |        |
| Eisenhart (Eisenhart-Rothe)              | seit 1706                      | märkisches Adelsgeschlecht; 1786 preußischer Adelsstand |        |
| Eissner von und zu Eisenstein            | seit 1691                      | österreichisch-böhmisches Adelsgeschlecht |        |
| Ekbertiner                               | ab 809                         | in Sachsen beheimatetes fränkisches Adelsgeschlecht | –      |
| Ekesparre                                | seit 17. Jh.                   | baltisch-schwedisches Adelsgeschlecht |        |
| Ekkehardiner                             | 985–1046                       | erloschenes deutsches Adelsgeschlecht aus dem Thüringer Raum | –      |
| Elbe                                     | seit 1861                      | preußisches Adelsgeschlecht |        |
| Elbel                                    | bis 17. Jh.                    | erloschenes schlesisch-böhmisches Adelsgeschlecht |        |
| Elben                                    | 2. Hälfte 12. Jh. bis 1535     | nordhessisches, edelfreies Adelsgeschlecht |        |
| Elbracht                                 | 1806 bis 2. Hälfte 19. Jh.     | bayerisches Adelsgeschlecht |        |
| Ellenbrunn                               | 12. bis 15. Jh.                | bayerisches Adelsgeschlecht |        |
| Eller                                    | 1151–1819                      | rheinisches Adelsgeschlecht |        |
| Ellerbach                                | 12. bis 16. Jh.                | schwäbisch-österreichisches Adelsgeschlecht |        |
| Ellerts                                  | seit 1730                      | westfälisches Adelsgeschlecht |        |
| Ellrodt                                  | seit Anfang 17. Jh             | Adelsgeschlecht im Dienste des Fürstentums Bayreuth |        |
| Elmendorff                               | seit 1323                      | westfälischer Uradel; 1860 oldenburgische, 1861 preußische Anerkennung des Freiherrenstandes |        |
| Elmpt                                    | 13. Jahrhundert bis 1818       | rheinländisches Uradel; um 1700 Reichsfreiherrenstand, 1790 Reichsgrafenstand |        |
| Elsen                                    | 1177–1656                      | westfälisches Adelsgeschlecht |        |
| Elsenheim                                | seit 15. Jahrhundert           | anfangs bürgerliches Geschlecht aus Salzburg; 1604 geadelt und seit 1645 Freiherren von Elsenheim |        |
| Elsner von Gronow                        | seit 1550                      | schlesisches Adelsgeschlecht, schlesischer Adelsstand seit 1787, Adelserneuerung 1807 |        |
| Vogt von Elspe                           | ab 1297                        | erlosches Uradelsgeschlecht im Herzogtum Westfalen |        |
| Elterlein                                | 1514                           | erzgebirgisches Briefadelsgeschlecht; 1766 Reichsadelstand mit neuem Wappen |        |
| Eltz                                     | seit 1150                      | hochfreies, moselländisches Uradelsgeschlecht, 1646 Bestätigung des Herrenstandes, 1733 Reichsgrafenstand, 1816 Eintragung bei der Grafenklasse der Adelsmatrikel im Königreich Bayern, 1827 preußische Anerkennung des Freiherrenstandes                                                          |        |
| Eltz                                     | ?                              | niedersächsisches Adelsgeschlecht |        |
| Elverfeldt                               | seit 1257                      | altes, westfälisches Adelsgeschlecht, auch Freiherren; siehe auch Elverfeldt genannt von Beverfoerde zu Werries |        |
| Embrichonen                              | ?                              | vier agnatische Linien: die Grafen im Rheingau, die Ministerialen von Heppenheft, die Rheingrafen und die Rheingrafen vom Stein | –      |
| Embs                                     | vor 1523 (erloschen)           | fränkisches Adelsgeschlecht; |        |
| Emerkingen                               | bis 14. Jh.                    | Reichsministeriale; Herren der Herrschaft Emerkingen |        |
| Emichonen                                | ab 940                         | Vorläufer mehrerer Adelsgeschlechter im südwestdeutschen Raum; Mitglieder waren – möglicherweise als Untergrafen der Salier – Gaugrafen im Nahegau | –      |
| Emmendorfer                              | 1119 bis 15. Jahrhundert       | erloschenes deutsches Adelsgeschlecht |        |
| Emmerich                                 | seit 1559                      | sächsisches Adelsgeschlecht |        |
| Empte                                    | 1226–1450                      | erloschenes westfälisches Adelsgeschlecht |        |
| Ems/Hohenems                             | seit 1170                      | Adels- und Rittergeschlecht in Vorarlberg; seit 1560 Grafen |        |
| Enckevort                                | seit 13. Jahrhundert           | altes, brabantisch-, österreichisch-, brandenburg-pommersches Grafen- und Freiherrengeschlecht |        |
| Ende                                     | seit 1222                      | sächsisches Uradelsgeschlecht |        |
| Endingen                                 | ab 13. Jh.                     | schwäbisch-fränkisches Adelsgeschlecht |        |
| Enenkel / Enenkels                       | ?                              | ober- und niederösterreichisches Adelsgeschlecht; 1594 Freiherrenstand und niederösterreichischer Herrenstand |        |
| Engdes                                   | 13. bis 18. Jh.                | erloschenes deutsch-baltisches Adelsgeschlecht |        |
| Engel                                    | seit 1662                      | mecklenburgisches Adelsgeschlecht, 1662 schwedischer Adelsstand ohne Introduzierung, 1739 rittermäßiger Reichsadelsstand, 1790 (1798) Aufnahme in die mecklenburgische Ritterschaft, 1851 österreichischer Ritterstand, zwischenzeitlich auch in Sachsen bedienstet und in Livland begütert        |        |
| Engelbrecht                              | seit 1442                      | preußisches Adelsgeschlecht, 1727 kaiserliche Adelserneuerung, 1728 Hannoversche Adelsanerkennung, 1728 Reichsadelsstand, 1910 und 1912 preußischer Adelstand |        |
| Engelbrecht                              | 1260 bis 1445                  | elsässisches Adelsgeschlecht |        |
| Engelbrecht                              | 15. Jahrhundert bis um 1700    | limburgisches Adelsgeschlecht, Ausbreitung nach Aachen, Köln, Amsterdam und Hamburg, 1653 kaiserliche Anerkennung des Reichsadelsstandes zuzüglich Wappenbesserung |        |
| Engelbrecht(en)                          | seit 1489                      | vorpommersches Adelsgeschlecht, 1684 als von Engelbrechten schwedischer Adelstand, 1744 als von Engelbrecht Reichsadelsstand, 1868 immatrikulation bei der bayerischen Ritterschaft, 1814 schwedische Adelslegitimation, 1881/1882 preußische Namens- und Wappenvereinigung von Engelbrechten-Ilow |        |
| Engelhardt                               | seit 1496                      | baltisches Adelsgeschlecht, 1734 schwedischer Adelsstand, 1742 Introduzierung, 1745 estländisches, 1747 livländische u. 1841 kurländisches Indigenat, 1853, 1854 u. 1862 russischer Freiherrenstand                                                                                                |        |
| Engelsheim (Engelsum)                    | ab 1321                        | niederrheinisches Adelsgeschlecht |        |
| Engl von Wagrain                         | seit 1598                      | oberösterreichisches Adelsgeschlecht, das nach dem Edelsitz Wagrain bei Vöcklabruck benannt ist; 1598 in den jungen und 1615 in den alten Ritterstand aufgenommen; 1681 Freiherren- und 1717 Reichsgrafenwürde                                                                                     |        |
| Ennigloh genannt Pladiese                | 14. Jh. bis ca. 1700           | erloschenes niedersächsisch-westfälisches Adelsgeschlecht |        |
| Ense                                     | seit 13. Jahrhundert           | westfälisches Rittergeschlecht (s. a. Varnhagen) |        |
| Enslingen                                | 13. Jh. bis 1534               | süddeutsches Adelsgeschlecht |        |
| Entringen                                | 1075–1352                      | schwäbisches Adelsgeschlecht |        |
| Enzberg                                  | 1236                           | Adelsgeschlecht aus Mühlheim an der Donau; Ministeriale, Reichsritter, Freiherren |        |
| Enzenberg                                | 1183/1190–1535                 | Tiroler Grafengeschlecht; 1671 Freiherrenstand, 1764 Reichsgrafen |        |
| Eppan                                    | bis 1300                       | Tiroler Grafengeschlecht; illegitime Abkömmlinge der älteren Welfen |        |
| Eppe                                     | 1214–1785                      | westfälisch-nordhessisches Adelsgeschlecht |        |
| Eppenberg                                | seit 1222                      | Ministerialengeschlecht aus dem Toggenburg in der Schweiz |        |
| Eppenstein / Eppensteiner                | 14. Jh.                        | habsburgisch-österreichisches Ministerialengeschlecht im Thurgau in der heutigen Schweiz |        |
| Eppstein                                 | 1183/1190–1535                 | erloschenes deutsches Uradelsgeschlecht; |        |
| Eptingen                                 | ab 1189                        | Schweizer Uradelsgeschlecht |        |
| Erbach                                   | 1148                           | altes Ministerialengeschlecht; 1532 Erhebung in den Reichsgrafenstand |        |
| Erdmannsdorff                            | seit 1206                      | meißnerisches Uradelsgeschlecht, auf Grund einer morganatischen Ehe führt eine Linie den Titel Graf bzw. Gräfin von Reina |        |
| Erffa                                    | seit 1170                      | thüringischer Uradel; 1702 Reichsfreiherren |        |
| Erlach                                   | seit 13. Jh.                   | Uradelsgeschlecht der souveränen Stadt und Republik Bern |        |
| Erlbeck                                  | ? vermutlich erloschen         | altes, bayerisches Adelsgeschlecht |        |
| Erligheim                                | um 1150 bis ca. 1550           | altes pfälzisches bzw. kurpfälzisches Ministerialengeschlecht |        |
| Ermen                                    | bis 1554                       | westfälisches Adelsgeschlecht |        |
| Ermes                                    | 1181–1805 (1847)               | deutsch-baltisches Adelsgeschlecht |        |
| Ernestiner                               | seit 1485                      | deutsches Fürstengeschlecht |        |
| Ernste                                   | 9. bis 11. Jh.                 | fränkisches Adelsgeschlecht | –      |
| Erp-Brockhausen                          | ab 1419                        | westfälisches Patrizier- und Adelsgeschlecht |        |
| Erthal                                   | 1170–1805                      | altes, fränkisches Adelsgeschlecht |        |
| Erwitte                                  | 1178 bis ca. 1670              | altes, westfälisches Adelsgeschlecht |        |
| Erzingen                                 | 1353–1529                      | süddeutsches Adelsgeschlecht in der Landgrafschaft Klettgau |        |
| Esbeck                                   | seit 1235                      | westfälisches Adelsgeschlecht |        |
| Esch                                     | ab 1131                        | zwei rheinländische, nicht miteinander verwandte Adelsgeschlechter |        |
| Escheberg                                | 1217 bis 15. Jahrhundert       | ursprünglich im nordhessischen Dorf Escheberg ansässiges niederadeliges Geschlecht; Mitglied der Ritterschaft des Hochstifts Paderborn |        |
| Eschede                                  | bis 1807                       | erloschenes niederländisch-westfälisches Adelsgeschlecht |        |
| Eschenbach                               | Mitte 12. Jahrhundert bis 1343 | Adelsgeschlecht des schweizerischen Mittellandes |        |
| Eschenlohe                               | bis Mitte 14. Jh.              | erloschenes bayerisch-tirolerisches Adelsgeschlecht |        |
| Escherde                                 | ab 1249                        | niedersächsisches Adelsgeschlecht |        |
| Eschwege                                 | seit 1141                      | hessisches Uradelsgeschlecht |        |
| Eschweiler                               | ab 1145                        | rheinländisches Uradelsgeschlecht |        |
| Esebeck                                  | seit 1188                      | Braunschweiger Uradelsgeschlecht; 1740 Reichsfreiherrenstand, 1834, 1838 und 1874 Eintragung bei der Freiherrenklasse der bayerischen Adelsmatrikel, 1861 preußischer Freiherrenstand (primogenitur), 1868 Ausdehnung des preußischen Freiherrenstandes (unbeschränkt)                             |        |
| Esel                                     | 1235–1590                      | erloschenes fränkisches Adelsgeschlecht |        |
| Eselsberg                                | 1194–1252                      | edelfreies, schwäbisches Adelsgeschlecht |        |
| Eselsburg                                | ab 1244                        | baden-württembergisches Adelsgeschlecht |        |
| Esikonen                                 | um 813 bis 1076 (?)            | mittelalterliches Grafengeschlecht | –      |
| Esleve                                   | seit 1212                      | westfälisches Adelsgeschlecht |        |
| Esplingerode                             | seit 1266                      | niedersächsisches Adelsgeschlecht |        |
| Essellen                                 | ab 1787                        | westfälisches Adelsgeschlecht |        |
| Essen (Arnsberg)                         | 16. bis 17. Jh.                | westfälisches Adelsgeschlecht; in Arnsberg ansässig |        |
| Essen (Essen (Ruhr))                     | ab 1150                        | westfälisches Adelsgeschlecht aus Essen an der Ruhr; schwedischer Adelsstand 1681 |        |
| Essen (Greifswald)                       | ab 1706                        | pommersches Adelsgeschlecht; in Greifswald ansässig |        |
| Essen (Oldenburger Land)                 | seit 1492                      | niedersächsisches Adelsgeschlecht; in Essen (Oldenburg) ansässig |        |
| Essen (Orrisaar und Naukschen)           | ab 15. Jh.                     | deutsch-baltisches Adelsgeschlecht, das auch nach Schweden und Russland kam; 1717 schwedischer Freiherrenstand; 1809 schwedischer Grafenstand |        |
| Essen (Wittmund)                         | ?                              | niedersächsisches Adelsgeschlecht aus Wittmund; 1767 kaiserliche Adelsbestätigung |        |
| Essen (Zellie)                           | ab 1502                        | deutsch-baltisches Adelsgeschlecht, das auch nach Schweden und Finnland kam |        |
| Esterházy                                | seit 1549                      | ungarische Magnatenfamilie, von der Mitglieder 1613 das ungarische Baronat, 1633 + 1715 den ungarischen Grafenstand und 1626 den Reichsfürstenstand erhielten. |        |
| Estorff                                  | seit 1162                      | niedersächsisches Uradelsgeschlecht eines Stammes mit denen von Schack |        |
| Etichonen                                | Mitte 7. bis 13. Jahrhundert   | elsässisches Herzogsgeschlecht | –      |
| Ettling                                  | ab 1090                        | bayerisches Uradelsgeschlecht |        |
| Etzbach                                  | seit 1290                      | Niederadelsgeschlecht aus dem gleichnamigen Ort im Westerwald |        |
| Etzdorff                                 | seit 1219                      | osterländischer Uradel; 1682 erbländisch-österreichischer Freiherrenstand, 1683 bayerische Anerkennung, 1790 Reichsgrafenstand, 1813 bayerischer Grafenstand |        |
| Eulenburg                                | seit 1170/72                   | obersächsischer Uradel; Herren und Grafen |        |
| Everstein                                | 1116–1413                      | Edelherren und Grafen |        |
| Exterde                                  | ab 1490                        | westfälisches Adelsgeschlecht |        |
| Eyb                                      | seit 1165                      | altes, fränkisches Adelsgeschlecht |        |
| Eyben                                    | seit 1682                      | ostfriesisches Adelsgeschlecht, 1682 Reichsadelsbestätigung, 1827 dänischer Lehnsgrafenstand |        |
| Eyczinger                                | ?                              | bayerisch-österreichisches Adelsgeschlecht |        |
| Eyll                                     | seit 1228                      | niederländisch-westfälisches Adelsgeschlecht |        |
| Eynatten                                 | 1213                           | altes, niederrheinisches Adelsgeschlecht; 1635 Reichsfreiherrenstand |        |
| Eynern                                   | seit 1412                      | Adelsgeschlecht aus der Grafschaft Mark |        |
| Eyrl von und zu Waldgries und Liebenaich | ab 1589                        | tirolisches Briefadelsgeschlecht; 1589 Reichsadelsstand; 1790 Reichsfreiherrenstand |        |
| Ezzonen                                  | 989–1085                       | lothringische Pfalzgrafen | –      |